# Kostelec (Moravia meridionale)
Kostelec (in tedesco Kosteletz) è un comune della Repubblica Ceca facente parte del distretto di Hodonín, in Moravia Meridionale.